# Exenterus nigricarpus
Exenterus nigricarpus là một loài tò vò trong họ Ichneumonidae.